# Global positioning system

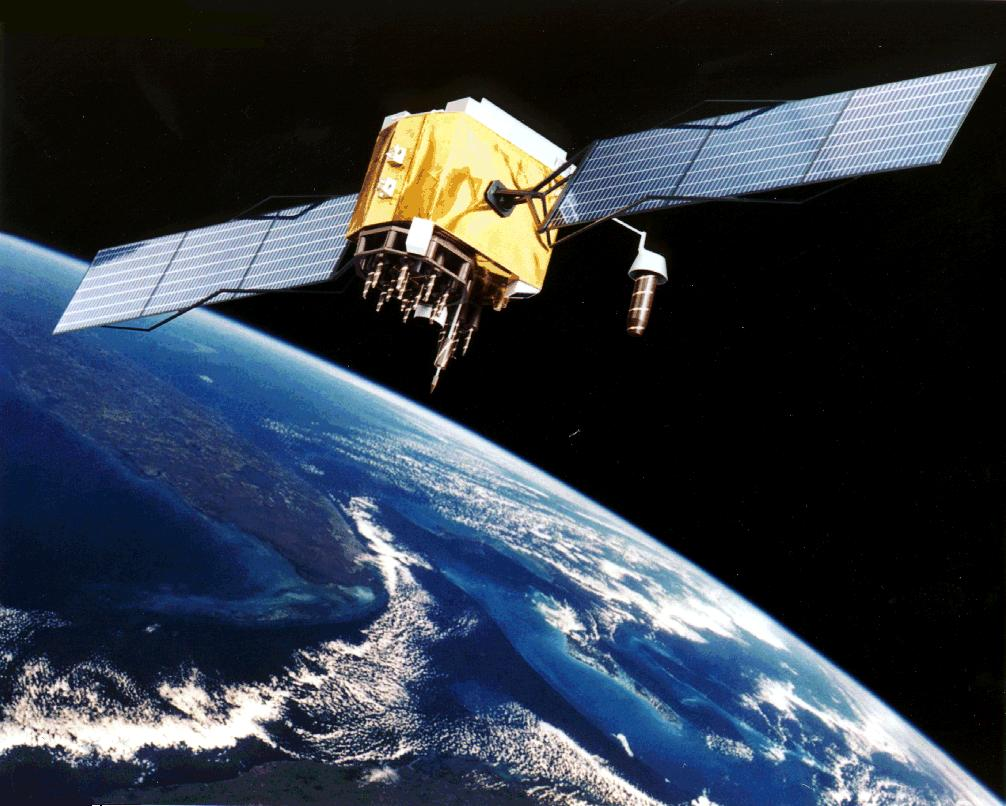
Gps-satelliet

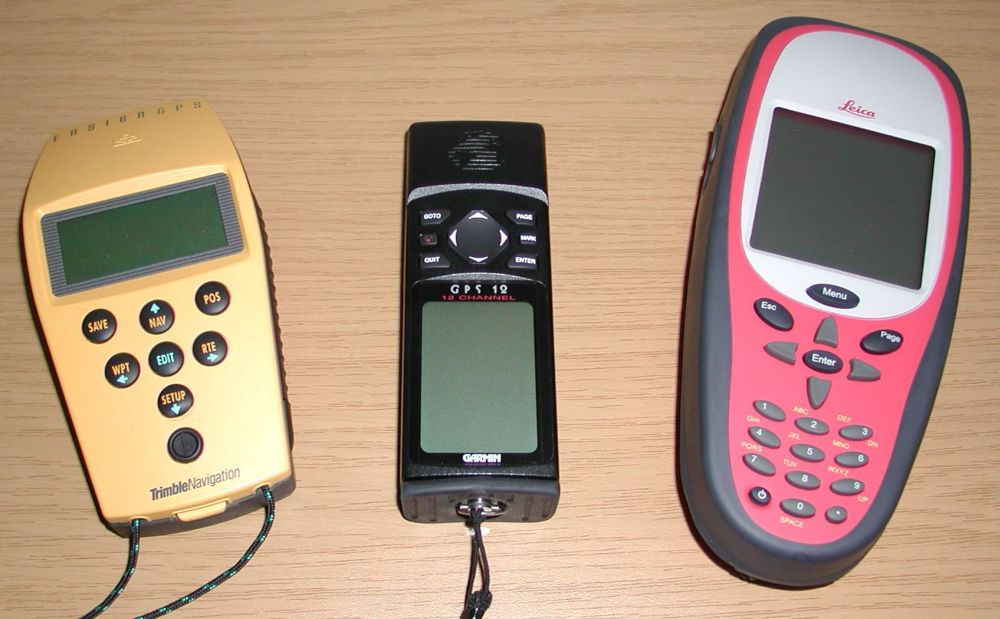
Enkele gps-ontvangers

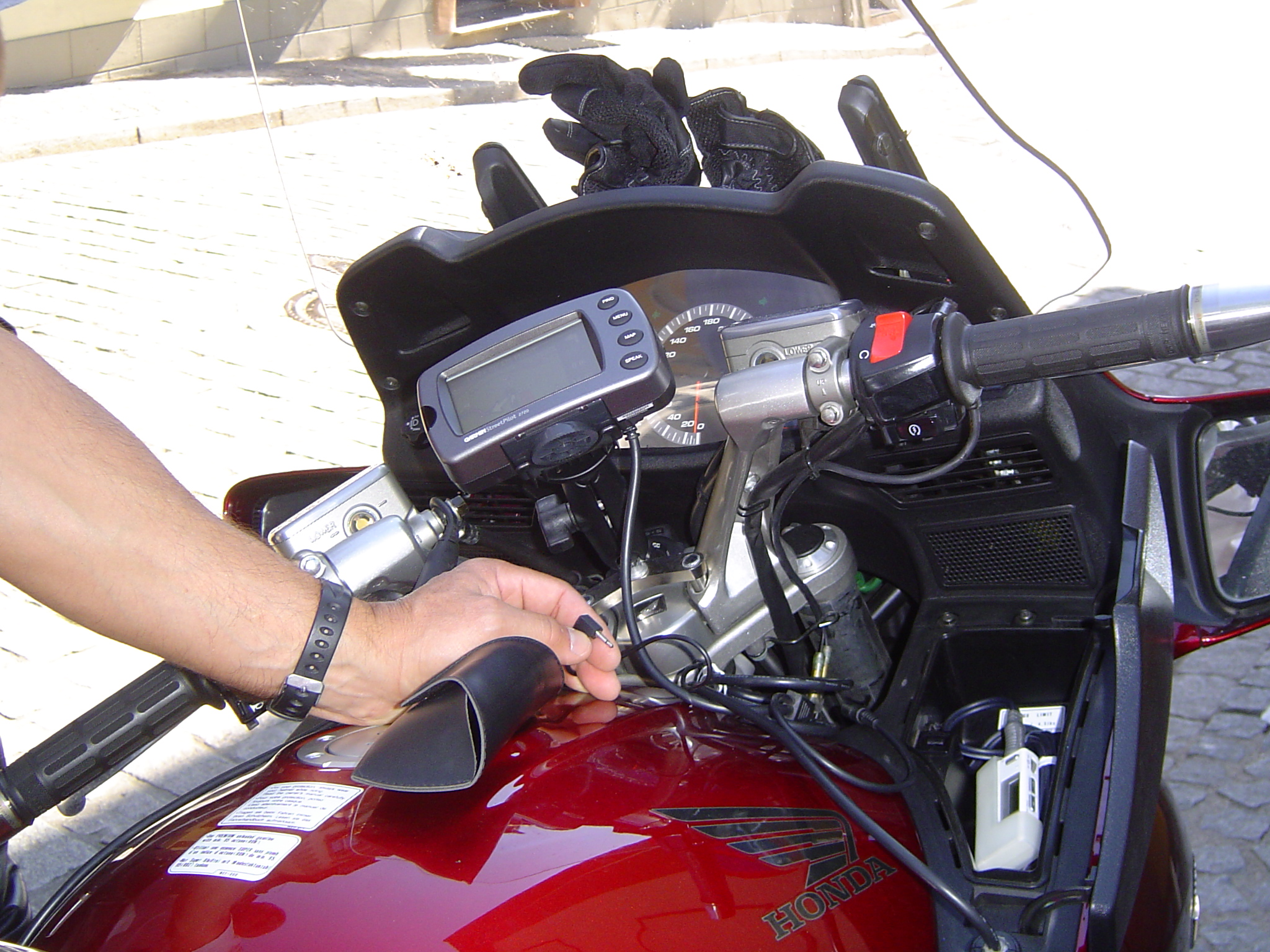
Gps-ontvanger op een motorfiets

Global positioning system (gps) is een wereldwijd satellietplaatsbepalingssysteem dat vanaf 1967 werd ontwikkeld voor gebruik door de strijdkrachten van de Verenigde Staten.

## Geschiedenis
Officieel heet het systeem NAVigation Satellite Time And Ranging of NAVSTAR. Met gps werd het voor het eerst mogelijk om vrijwel overal continu te kunnen navigeren. Gps was tot de komst van GLONASS, BeiDou en Galileo het enige volledig operationele satellietplaatsbepalingssysteem. Het incident met de Korean Air-vlucht 007 in 1983, waarbij een Amerikaans congreslid omkwam, was voor president Ronald Reagan aanleiding gps vrij te geven voor civiel gebruik.
Het aantal toepassingen is sinds de vrijgave enorm toegenomen. Aanvankelijk waren de gebruikers vooral te vinden in de militaire hoek, de geodesie en de scheepvaart. Hoewel het aantal gebruikers ook daar is toegenomen, valt dit in het niet bij het aantal auto's en mobiele telefoons die met gps zijn uitgerust. Het belang van gps is dusdanig gegroeid dat de Europese Unie besloten heeft haar eigen systeem — Galileo — te lanceren, om niet afhankelijk te zijn van de Verenigde Staten.
De eerste experimentele satelliet werd in 1978 gelanceerd en in 1995 werd het systeem officieel operationeel verklaard, hoewel het daarvoor al werd gebruikt voor navigatie.
Op 23 december 2018 werd de eerste gps-satelliet van de derde generatie (GPS-IIIA) gelanceerd.

## Kenmerken
Het zendgedeelte van het systeem bestaat uit minimaal 24 werkende satellieten (21 + 3 reserve) die in zes vaste banen, in een vaste tijd rond de aarde draaien en elk een eigen signaal uitzenden. De nauwkeurigheid varieert, afhankelijk van het gebruikte systeem en de omstandigheden, van enkele tientallen meters tot 1 à 2 meter.
Met de ontvangst van minimaal vier van deze satellieten kan een gps-ontvanger zijn positie op aarde bij benadering bepalen ten opzichte van het geodetisch datum WGS 84.
Het gps-systeem is 24 uur per dag in bedrijf, nagenoeg overal ter wereld bruikbaar en werkt onder alle weersomstandigheden. Het is een militair systeem dat de overheid van de Verenigde Staten aan iedereen beschikbaar stelt, met beperkte nauwkeurigheid. Het gps-systeem is geschikt voor plaatsbepaling voor navigatiedoeleinden, geodetische puntbepaling en geografische informatiesystemen, en ook voor nauwkeurige tijdsbepaling.
Bij gps is de satelliet altijd de zender, de gps-ontvanger is altijd de ontvanger (op aarde). Volgen wordt pas mogelijk wanneer de persoon of het voorwerp/voertuig dat gevolgd wordt niet alleen een gps-ontvanger heeft maar ook een vorm van zender of internetverbinding die eraan gekoppeld is. Met gps alleen kun je dus niet gevolgd worden. Verschillende technologieën zijn daartoe in gebruik, waarbij de zogenaamde push-technologie, in de vorm van een sms-zender, het meest verbreid is. Het Europese systeem Galileo kan wel zowel zenden als ontvangen.

### Plaatsbepaling
Gps gebruikt 32 verschillende satellieten die elk in een van de zes banen op 20.200 km hoogte cirkelen. Deze banen zijn zodanig gekozen dat vanaf elke plaats op aarde bij rondom vrij zicht op de hemel altijd minstens vier satellieten waarneembaar zijn.
Het meetprincipe van het Global Positioning System is gebaseerd op de afstandsmeting tussen satelliet en ontvanger en het bekend zijn van de positie van de satelliet. De afstanden tussen de satelliet en de ontvanger worden uit de gemeten looptijden van radiogolven afgeleid.

Verschuiving van de pseudorange met de klokfout tot de ware afstand.

De looptijd wordt bepaald door de pseudo-random code van de satelliet te vergelijken met een door de ontvanger gegenereerde code. De looptijd veroorzaakt een faseverschil tussen deze twee codes die door de ontvanger omgerekend wordt tot looptijd en met de voortplantingssnelheid van het signaal tot de afstand tot de satelliet, de pseudo-afstand (pseudo slant range, PSR). Deze berekende afstand bevat nog fouten, zoals de klokfout in de ontvanger en atmosferische storingen.
Aangezien de satelliet zeer nauwkeurige atoomklokken (twee rubidium- en twee cesiumklokken, elk met een verwachte levensduur van anderhalf jaar) heeft, is de satellietpositie te berekenen uit de baanvoorspelling in de navigatieboodschap en de satelliettijd. De ontvanger kan daarna een bol met de straal PSR berekenen waarop men zich bevindt. Snijding met de bol van een tweede satelliet levert een cirkel op en snijding met een derde levert twee punten op, waarvan een zich ver weg van de aarde bevindt en daarom verworpen kan worden. Als er geen fouten zouden zijn, dan zou een vierde bol ook in dit punt snijden. Als er wel fouten zijn, dan moet de PSR gecorrigeerd worden. Deze correctie is een maat voor de klokfout. Hiermee vervalt de noodzaak om de ontvanger met een dure atoomklok uit te rusten. Voor het hele systeem geldt: hoe meer satellieten, hoe nauwkeuriger de positie berekend kan worden. Daarnaast is niet enkel het aantal satellieten, maar ook hun verdeling over de hemel bepalend voor de nauwkeurigheid.

### Andere toepassingen
Behalve voor plaatsbepaling kan gps ook worden gebruikt voor andere waarnemingen, zoals de registratie van aardbevingen, het observeren van vulkanen, het meten van waterstanden en sneeuwdikten en het opmerken van bodemdaling.

### Signalen
Elke satelliet zendt op meerdere draagfrequenties uit, waarvan L1 (1,57542 GHz) en L2 (1,2276 GHz) de belangrijkste zijn. Hoewel alle satellieten gebruikmaken van dezelfde frequenties, kan door CDMA bepaald worden van welke satelliet een signaal afkomstig is. Op elke draagfrequentie wordt een signaal gecodeerd met een pseudorandom noise (PRN) die voor elke satelliet uniek is. Op L1 wordt zowel een Coarse Acquisition (C/A)-code als een Precise (P)-code gezet. Op L2 wordt alleen de P-code gezet. De informatie van beide codes bestaat uit bits, hier chips genoemd. De chiprate is 1,023 miljoen chips per seconde voor de C/A-code, 10,23 miljoen chips per seconde voor de P-code en 50 bits per seconde voor de navigatieboodschap. In totaal duurt het verzenden van een complete navigatieboodschap (37.500 bits) 12 minuten.

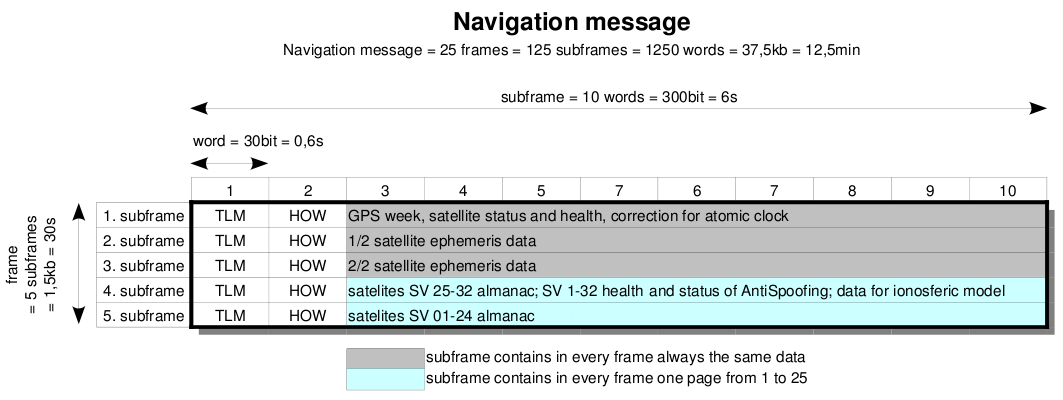
De navigatieboodschap.

Op beide codes wordt de navigatieboodschap gezet die informatie bevat over de baanvoorspelling, de atmosferische propagatiecorrecties en de onderlinge synchronisatie van de satellietklokken. De navigatieboodschap bestaat uit 25 dataframes, elk bestaand uit 1500 bits en onderverdeeld in vijf subframes van 300 bits, waardoor het aan een frequentie van 50 Hz 12,5 minuut duurt om de hele boodschap binnen te krijgen.
De navigatieboodschap bevat ook een handover word (HOW) en een telemetry word. In het HOW wordt de fase van de P-code bij benadering gegeven, zodat de ontvanger sneller de P-code kan volgen. Aangezien de P-code een periode heeft van zeven dagen, zou het zonder HOW maximaal een week kunnen duren alvorens de P-code verkregen is. Het telemetry word bevat een vast canvas dat door de ontvanger gebruikt wordt voor de uitvoering en de permanente controle van de synchronisatie tijdens decodering.
Andere frequenties zijn L3 voor NDS om kernexplosies waar te nemen en L4 om ionosfeercorrecties te kunnen bepalen.

De gewenste binaire code wordt met BPSK op de draaggolf gemoduleerd.

De codes worden met fasemodulatie — specifiek BPSK — op de draagfrequentie gezet met een faseverschil van 90° tussen de C/A-code en de P-code. De C/A-code herhaalt zich elke milliseconde en de P-code elke zeven dagen.

### Looptijdsmeting
Nadat de ontvanger heeft vastgesteld welke satellieten zich boven de horizon bevinden — uit de eigen almanak of die in de navigatieboodschap — zal deze de dopplerverschuiving vaststellen. De ontvanger genereert een carrier-tracking loop en verschuift de frequentie daarvan net zo lang tot deze overeenkomt met die van de satelliet. De hierbij gevonden dopplerverschuiving is een maat voor de relatieve snelheid tussen satelliet en ontvanger, waarmee de snelheid van de ontvanger kan worden vastgesteld.
Deze snelheid wordt gebruikt door de code-tracking loop, waarbij de ontvanger zelf een C/A-code genereert. Met autocorrelatie wordt deze vergeleken met die van de satelliet. Als de codes niet gelijk zijn, verschuift de ontvanger zijn code met een bit. Dit wordt herhaald tot de codes over elkaar vallen of tot deze met alle 1023 bits van de PRN-code verschoven is. De gevonden faseverschuiving is een maat voor de looptijd. Zodra de frequentie- en faseverschuiving heeft plaatsgevonden, kan de navigatieboodschap gelezen worden en kunnen de pseudoranges worden vastgesteld.

### Nauwkeurigheid

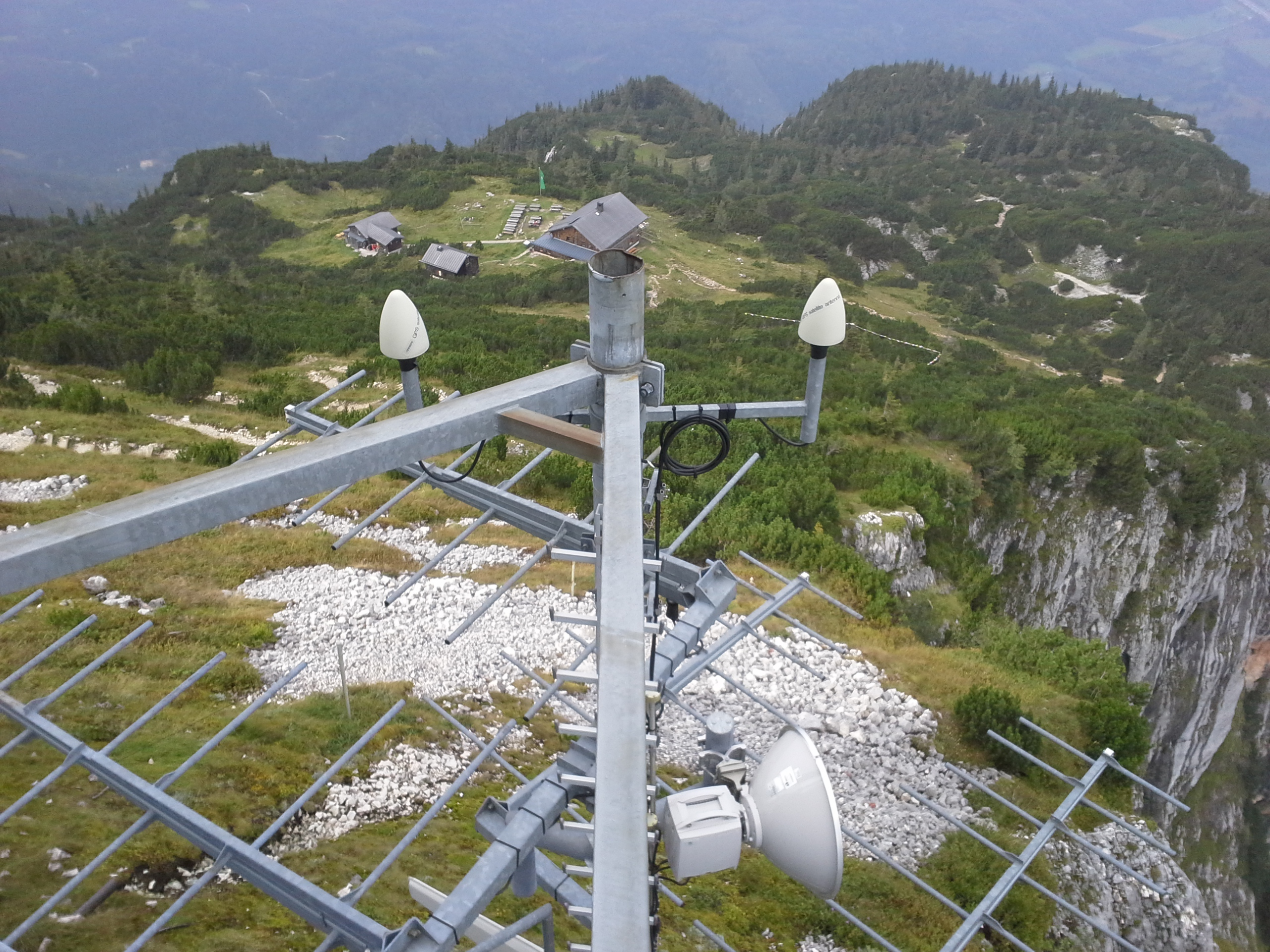
Grond-gps-antenne in Salzburg

Er zijn twee verschillende nauwkeurigheidsniveaus bij gps; voor militair gebruik is er de Precise Positioning Service (PPS) en voor gewoon gebruik is er de Standard Positioning Service (SPS). Waar SPS alleen gebruikmaakt van de C/A-code op het L1-signaal, maakt PPS ook gebruik van de P-code om een grotere nauwkeurigheid te verkrijgen.
De nauwkeurigheid of R95 van SPS bedraagt zo’n 20 meter; met statistische technieken — herhaald meten met verschillende satellieten of meten over langere tijd — of met referentiestations is de nauwkeurigheid verder op te voeren tot ongeveer 10 m. Met het dopplereffect is het mogelijk snelheden te meten. Een belangrijk nadeel is dat meteorologische verschijnselen het tijdsignaal kunnen vertragen, waardoor een fout ontstaat.
Indien er een grotere precisie nodig is, kan DGPS en/ of WAAS (Noord-Amerika)/ EGNOS (Europa) worden gebruikt. Vaste ontvangers met gekende coördinaten hebben een grotere nauwkeurigheid en kunnen differentiaalcorrecties doorsturen naar naburige gps-ontvangers.

#### Opzettelijke degradatie van de nauwkeurigheid
Omdat er al rond 1989 civiele ontvangers waren die gebruikmaakten van de P-code, werd besloten om met cryptografische methodes de nauwkeurigheid voor civiele gebruikers te verslechteren. Met Anti-Spoofing (A-S) werd de P-code vanaf 31 januari 1994 versleuteld met de W-code tot de Y-code. Alleen militaire ontvangers kunnen deze ontcijferen en zo de informatie van de P-code gebruiken. Er zijn civiele ontvangers die de P-code gebruiken door deze te vergelijken tussen L1 en L2. De invloed van atmosferische storingen is niet gelijk voor verschillende frequenties, zodat deze vergelijking een idee geeft van de mate van storing die optreedt.
De nauwkeurigheid die met alleen het gebruik van de C/A-code bereikt werd, was echter beter dan verwacht, zodat werd besloten om met Selective Availability (SA) het signaal verder te verslechteren. De R95 zou hiermee naar 100 meter moeten worden gebracht. Dit werd bereikt door het epsilon-proces – de verslechtering van de baanvoorspelling in het navigatiebericht – en het deltaproces of dithering – de destabilisatie van de satellietklok. De fout wordt gemaskeerd door het verlopen van de fout langzaam te laten gebeuren en de fout wordt over een groot gebied exact gelijk gehouden waardoor de fout moeilijk terug te rekenen is.
Tijdens de Golfoorlog van 1990-1991 waren weinig militaire ontvangers beschikbaar; veel militairen gebruikten civiele modellen. Daarom werd tijdens de Golfoorlog de SA uitgezet, om militairen met een civiele ontvanger toch van het nauwkeurige signaal gebruik te laten maken.
Vanaf 1 mei 2000 heeft het burgersignaal een grote nauwkeurigheid gekregen doordat de gegenereerde fout op nul gesteld werd. Eigenlijk zou deze opdracht van president Bill Clinton pas in 2006 in werking treden, maar het Amerikaanse leger bezat al in 2000 de mogelijkheid om het gps-signaal voor een groot gebied onbruikbaar te maken voor niet-militaire ontvangers.
Op 19 september 2007 maakte het Amerikaanse ministerie van Defensie bekend dat toekomstige GPS III-satellieten geen Selective Availability zullen hebben, waardoor het beleid in feite permanent wordt.

#### Fouten
Naast de eventuele bewuste verslechtering van de kwaliteit zijn er andere factoren die de nauwkeurigheid beïnvloeden. Er zijn verschillende soorten fouten. Meetfouten kunnen bestaan uit toevallige en systematische fouten. Daarnaast zijn er nog blunders; fouten die optreden door verkeerde gegevensinvoer door de gebruiker — zoals antennehoogte of gis — geblokkeerde satellieten, hoogspanningslijnen en sterk magnetische objecten.
Onderscheid kan ook worden gemaakt naar fouten die optreden in de verschillende onderdelen van het systeem; het ruimtesegment, het medium, het gebruikerssegment en het controlesegment. Dit zijn de User Equivalent Range Errors (UERE). De fouten die optreden ten gevolge van de onderlinge stand van de satellieten ten opzichte van de ontvanger — de constellatie — is de Geometric Dilution of Precision (GDOP). Aangezien beide continu variëren, wordt aangenomen dat deze optreden volgens een normale verdeling. De grootte van de UERE is uit te drukken als standaardafwijking σ, ook wel R68 genoemd, aangezien 68% van de waarnemingen binnen deze radius — feitelijk een ellips — vallen. De totale nauwkeurigheid wordt uitgedrukt in 3D als User Navigation Error (UNE):
{\displaystyle UNE=UERE\cdot PDOP}
In 2D wordt dit aangegeven als User Horizontal Navigation error (UNHE):
{\displaystyle UNHE=UERE\cdot HDOP}
De R95 of Estimated Position Error (EPE) is ongeveer 2σ of 2 maal de R68 van UNHE.
De UERE bestaat uit de User Range Error (URE) en de User Equipment Error (UEE). DE URE beslaat het ruimtedeel en bevat de fouten bij:
- atmosferische effecten (troposfeer en ionosfeer);
- satellietklok;
- baanvoorspelling;

Deze fouten kunnen grotendeels gecorrigeerd worden met differentiaal- en multifrequentietechnieken (DGPS en L1/L2-vergelijkingen).
De UEE bestaat uit de fouten bij de ontvanger:
- meerwegontvangst (multipath propagation);
- looptijdmeting;
- elektromagnetische storing;
- gis;
- antennehoogte.

De eerste drie zijn te verbeteren met betere ontvangers, de laatste twee zijn invoerfouten.
Daarnaast wordt gecorrigeerd voor:
- relativiteit;
- sagnac-effect.

De eenheden waarin de nauwkeurigheid wordt weergegeven, kunnen per fabrikant verschillen. Veel gebruikt is Circular Error Probable (CEP), maar R68, R95 en RMS (Root Mean Square, kwadratisch gemiddelde) komen ook voor.

##### Ruimtesegment

###### Constellatie

De snijding boven levert een grotere nauwkeurigheid op dan die beneden.

De stand van de satellieten ten opzichte van de waarnemer – de constellatie – is van invloed op de theoretisch maximaal haalbare positienauwkeurigheid. Zoals uit de afbeelding blijkt is de invloed van een afwijking kleiner hoe haakser positielijnen of pseudoranges elkaar snijden. Bij vier satellieten is de beste spreiding met drie aan de horizon (maar niet te laag, zie #Atmosferische effecten) op 120° van elkaar en één nabij het zenit, recht boven de ontvanger.
Aangezien bekend is hoe de satellieten zich bewegen, kan dit worden vastgelegd in een zogenoemde almanak. Op basis daarvan is de dimensieloze geometric dilution of precision (GDOP) of geometrische spreiding van precisie uit te rekenen. Deze GDOP is dus niet afhankelijk van de kwaliteit van het signaal en de ontvanger.
De GDOP is uit te drukken in DOP's voor verschillende dimensies. De Vertical Dilution of Precision (VDOP) geeft de verticale afhankelijkheid van de constellatie aan en de Horizontal Dilution of Precision (HDOP) de horizontale afhankelijkheid. Tezamen geeft dit de Position Dilution of Precision (PDOP) die met de Time Dilution of Precision (TDOP) de GDOP geeft. De best mogelijke spreiding geeft een DOP van 1, zodra de spreiding verslechtert, wordt DOP groter. Aangezien de aarde altijd de satellieten onder de waarnemer blokkeert, is de verticale precisie altijd minder dan de horizontale.

###### Baanafwijkingen
De baan van een satelliet wijkt af van de keplerbaan doordat de massa van de aarde en daarmee de zwaartekrachtspotentiaal niet homogeen verdeeld is en door baanverstoringen. Baanverstoringen treden op door excentrische zwaartekracht, de zwaartekracht van andere hemellichamen, atmosferische weerstand, zonnewinddruk, magnetische krachten en variërende zwaartekracht door getij en getijdenkrachten op de aarde zelf.

###### Satellietklokafwijkingen
De atoomklokken in de satellieten zijn zeer nauwkeurig maar niet exact. De afwijkingen kunnen resulteren in een positiefout van enkele meters. Om die reden worden de afwijkingen door de grondstations geobserveerd en meegestuurd in de navigatieboodschap, al is daarmee de fout niet volledig te corrigeren. Een afwijking van 10 ns zou wegens de lichtsnelheid een locatiefout geven van 3 m.
Daarnaast wordt een datumtijdcombinatie doorgegeven met een doorlopend weeknummer van 10 bits en de verstreken tijd binnen die week. Dit is een cyclus van 1024 weken (een kleine 20 jaar). Oudere gps-ontvangers die daar geen rekening mee houden kunnen op 6 april 2019 ontregeld raken (GPS Week Number Rollover 2019).

##### Controlesegment
Het controlesegment van het gps-systeem bestaat uit een wereldwijd netwerk van volgstations, met een master control station (MCS) in Colorado Springs, Colorado. De primaire taak van het controlesegment is volgen van de gps-satellieten om de positie vast te stellen en te voorspellen, het effect van de atmosferische omstandigheden te bepalen, de satellietstatus te controleren en de navigatieboodschap aan te passen. Deze informatie wordt daarna naar de gps-satellieten verstuurd.

##### Medium

###### Atmosferische effecten
Nu de opzettelijke fout (SA) is afgeschaft, wordt de grootste foutenbron die bij gps overblijft veroorzaakt door de ionosfeer. Door de vrije elektronen vertraagt de modulatie op het signaal, afhankelijk van de frequentie van de draaggolf 1 / f2.
De fase van de draaggolf wordt hierbij in dezelfde mate vervroegd. Dit effect kan bij de evenaar en de polen behoorlijk variëren, daartussen is het redelijk constant. Dit effect kan gecorrigeerd worden aan de hand van een in de ontvanger opgeslagen model. Geavanceerde ontvangers meten het verschil tussen de ontvangsttijd van L1 en L2 om de grootte van het effect te bepalen.
In de troposfeer wordt de lichtsnelheid vertraagd door variaties in temperatuur, luchtdruk en luchtvochtigheid. De refractie die hierdoor optreedt is het grootst bij de horizon, aangezien de afgelegde weg van het signaal door de troposfeer hier groter is. Om deze reden kan bij veel ontvangers worden ingesteld dat satellieten dicht bij de horizon niet gebruikt worden. Dit effect kan niet worden gemeten door L1 en L2 te vergelijken.

##### Gebruikerssegment

###### Meerwegontvangst
Fouten door meerwegontvangst kunnen ontstaan als radiogolven van een satelliet via meerdere wegen de ontvanger bereiken, via reflectie tegen gebouwen of bergen. De gebruikte frequenties minimaliseren dit effect, doordat de verspreiding van de gereflecteerde signalen de signaalsterkte van deze verzwakken.

#### Relativiteitstheorie en tijdsdilatatie
Een relevant effect op de tijdsbepaling van satellieten is het fenomeen tijddilatatie, een begrip uit de speciale relativiteitstheorie dat impliceert dat snel bewegende klokken langzamer tikken. Dit effect moet voor een goede tijdsbepaling van satellieten in rekening gebracht worden.

## Onderdelen

Simulatie van het originele ontwerp van het "GPS space segment" met 24 gps-satellieten

De afstandsmeting bij dit systeem komt tot stand doordat het tijdstip van vertrek met het gps-signaal wordt meegezonden en de gps-ontvanger de aankomsttijd meet. Het verschil tussen de vertrektijd en de aankomsttijd van het signaal noemt men de looptijd. Het systeem kan onderverdeeld worden in drie componenten, namelijk: het ruimtesegment, het gebruikerssegment en het controlesegment.
- Tot het ruimtesegment behoren de satellieten die door Delta, Atlas V en Falcon 9 vanaf Cape Canaveral in Florida gelanceerd worden. Gps-satellieten draaien in circulaire banen rond de aarde op 20.200 km hoogte, elke ronde duurt 11 uur en 58 minuten. De banen zijn gekanteld ten opzichte van de evenaar met 55° om de dekking in het poolgebied te garanderen. Aangedreven door zonnecellen corrigeren de satellieten zich voortdurend door de zonnecellen richting de zon en de antennes richting de aarde te keren. Elke satelliet heeft drie of vier atoomklokken.
- Het controlesegment bevat het 'Master Control Station' (MCS) op Schriever Air Force Base (vroeger "Falcon Air Force Base") in Colorado Springs, CO, VS. Vroeger bevond het MCS zich in Vandenberg Space Force Base in Californië. Verder zijn er gewone controlestations (Master Stations of MS) op Schriever Air Force Base, Hawaï, Ascension in de Atlantische Oceaan, Diego Garcia in de Indische Oceaan en Kwajalein Island in de Grote Oceaan. Hiermee is elke satelliet continu binnen het bereik van minstens één controlestation. De MS bestaan elk uit twee atoomklokken, ontvangers die iedere anderhalve seconde de militaire code decoderen en hebben een parallelle verbinding met alle zichtbare satellieten. De metingen die verzameld zijn door de controlestations worden gebruikt om het gedrag te bepalen van elke satelliet(-baan) en de klokinstelling. Voorspelde tijd- en baangegevens worden vergeleken met de daadwerkelijk uitgezonden data. Zo nodig krijgt een satelliet correctieopdrachten vanaf een station. Het controlesegment heeft ook tot taak er voor te zorgen dat de gps-satellietbanen en klokafwijkingen binnen de vastgestelde limieten blijven.
- Met het gebruikerssegment werden oorspronkelijk de militaire ontvangers bedoeld. Militaire gps-systemen zijn opgenomen in: straaljagers, bommenwerpers, tankvliegtuigen, helikopters, schepen, onderzeeërs, tanks, jeeps en individuele soldaatuitrustingen. Tot het militaire gebruik behoren ook doelbepalingen, 'smart'-wapens en rendez-vous-plekken. Later zijn daar gps-ontvangers voor civiele gebruikers bij gekomen.

## Implicaties

### Militaire implicaties
Het systeem is opgezet door de VS voor militair gebruik. Het bezit voldoende nauwkeurigheid om het systeem te gebruiken voor het leiden van ICBM's, kruisraketten en andere "slimme" wapens, zodat doelen nauwkeuriger kunnen worden beschoten.

### Politieke implicaties
De bruikbaarheid van alle toepassingen ligt volledig bij de autoriteit van degene die het systeem beheert. De Europese Unie is daarom, ondanks protesten van de VS, al bezig met een eigen Europees satellietnavigatiesysteem Galileo. Hiernaast heeft de EU vanaf 2004 een netwerk ontworpen zodat de nauwkeurigheid en integriteit van gps in Europa nog wordt vergroot, dit systeem heet EGNOS. Er bestaat ook een Russisch satellietnavigatiesysteem; GLONASS (GLObal NAvigation Satellite System).

## Valse signalen
Bij vijandelijkheden passen landen en rebellengroepen soms gps-spoofing toe, dat wil zeggen dat vanaf de grond valse gps-signalen worden gegenereerd die de echte overstemmen, om de navigatie van vijandelijke gevechtsvliegtuigen, raketten en drones te verstoren. Ook de burgerluchtvaart kan hier last van hebben.

## Vergelijking met andere systemen
|                           | Gps                                                             | GLONASS                                                         | Galileo                                               | Beidou                                 |
| ------------------------- | --------------------------------------------------------------- | --------------------------------------------------------------- | ----------------------------------------------------- | -------------------------------------- |
| Totaal aantal satellieten | min. 24 + 3                                                     | 24                                                              | 27 + 3                                                |                                        |
| Satellieten per baan      | 4                                                               | 8                                                               | 10                                                    |                                        |
| Aantal banen              | 6                                                               | 3                                                               | 3                                                     |                                        |
| Afstand tussen de banen   | 60°                                                             | 120°                                                            | 120°                                                  |                                        |
| Omlooptijd                | 11 uur 58 minuten                                               | 11 uur 15 minuten                                               | 14 uur 22 minuten                                     |                                        |
| Hoogte                    | 20 200 km                                                       | 19 100 km                                                       | 23 616 km                                             |                                        |
| Max. geografische breedte | 55°                                                             | 60°                                                             | 60°                                                   |                                        |
| Inclinatie                | 55°                                                             | 64°8'                                                           | 56°                                                   |                                        |
| Frequenties               | L1: 1575,42 MHz L2: 1227,60 MHz L5: 1176,45 MHz (modernisering) | L1: 1600 MHz L2: 1250 MHz L3: 1200 MHz was satellietafhankelijk | E1: 1559-1592 MHz E5: 1164-1215 MHz E6: 1215-1300 MHz | B1: 1570 MHz B2: 1210 MHz B2: 1270 MHz |
| Modulatie                 | CDMA                                                            | CDMA was FDMA                                                   | CDMA                                                  |                                        |
| Coördinatensysteem        | WGS 84                                                          | PZ90.02                                                         | GTRF                                                  |                                        |
| Referentietijd            | GPS-tijd = TAI − 19 seconden                                    | UTC + 3 uur                                                     | TAI                                                   |                                        |